# Clonazolam
Clonazolam (também conhecido como clonitrazolam) é um benzodiazepínico. Há poucas pesquisas sobre seus efeitos e metabolismo.
A síntese do clonazolam foi relatada pela primeira vez em 1971 e o fármaco foi descrito como o composto mais ativo da série testada.
O clonazolam é relatado como altamente potente, e preocupações foram levantadas de que o clonazolam e o flubromazolam, em particular, podem representar riscos mais elevados do que outros benzodiazepínicos, devido à sua capacidade de produzir forte sedação e amnésia em doses orais de apenas 0,5mg.

## Legalidade

### Reino Unido
No Reino Unido, o clonazolam foi classificado como um medicamento da Classe C pela emenda de maio de 2017 ao The Misuse of Drugs Act 1971, juntamente com vários outros medicamentos benzodiazepínicos.

### Suécia
A agência de saúde pública da Suécia sugeriu classificar o clonazolam como uma substância perigosa em 1 de junho de 2015.

## Efeitos
Os efeitos do clonazolam são semelhantes aos de outros benzodiazepínicos. Estes incluem efeitos ansiolíticos, desinibição, letargia, relaxamento muscular e euforia. Embora nenhuma dose de clonazolam seja considerada "segura" devido à relativa falta de pesquisa e extrema potência, doses superiores a 0,5mg pode causar overdose de benzodiazepínicos em alguns indivíduos. Os efeitos de uma overdose com benzodiazepínicos incluem sedação, confusão mental, respiração insuficiente, perda de consciência e morte. Como a dependência pode ocorrer em um curto período de tempo, ou mesmo com uma grande dose inicial, os sintomas de abstinência ocorrem agudamente. Isso inclui convulsões e morte.